# Dentikel
Als Dentikel werden Hartsubstanzbildungen in oder am Rande der Zahnpulpa bezeichnet. Sie können bei größerer Ausdehnung im Röntgenbild als Opazitäten erkennbar werden und daneben beispielsweise eine Wurzelkanalbehandlung erheblich behindern.
Dentikel werden nach ihrer Morphologie und Entstehung unterschieden, von einigen Autoren in echte und unechte. Die echten Dentikel werden von Odontoblasten gebildet, die allerdings nicht mit der Odontoblastenschicht des Dentins in Verbindung stehen. Demnach enthalten echte Dentikel Tubuli. Die unechten Dentikel weisen dagegen keine Kanälchen auf. Sie sind einfache Kalkablagerungen im Pulpengewebe. Gemeinsam ist diesen Hartsubstanzbildungen die makroskopisch kugelige bis knotige Form und die Lokalisation. Beide entstehen zunächst frei im Pulpencavum. Sie können im Laufe der Zeit mit der Dentinwand verwachsen (adhärente Dentikel) oder von ihr eingeschlossen werden (interstitielle Dentikel).
Die Existenz echter Dentikel ist wissenschaftlich nicht völlig unumstritten. Die einzigen Indizien sind lichtmikroskopische Präparate, die präparationsbedingt nur einen einzelnen Schnitt durch den Zahn darstellen können. Da von den vorliegenden Präparaten keine Serienschnitte angefertigt wurden, wäre denkbar, dass es sich bei den als echte Dentikel bezeichneten Strukturen um angeschnittene Einstülpungen der Dentinwand handeln könnte.